# Epia hiemalis
Epia hiemalis är en fjärilsart som beskrevs av Butler 1878. Epia hiemalis ingår i släktet Epia och familjen silkesspinnare. Inga underarter finns listade i Catalogue of Life.